# Mauro Zani
Secondo Zani, detto Mauro (Sala Bolognese, 22 novembre 1949), è un politico italiano.

## Biografia
Perito tecnico-industriale, è stato un esponente del Partito Comunista Italiano, segretario della federazione di Bologna e segretario regionale del Partito Democratico della Sinistra e dei Democratici di Sinistra dell'Emilia-Romagna. Consigliere comunale e provinciale di Bologna, Presidente della Provincia di Bologna (1985-1988), deputato alla Camera (1994-2004). È uno dei politici da cui ripartono i DS dopo l'inaspettata sconfitta alle elezioni comunali di Bologna del 1999.
Deputato del Parlamento europeo, eletto nel 2004 per la lista di Uniti nell'Ulivo nella circoscrizione nord-est, ricevendo 93 000 preferenze. Iscritto al gruppo parlamentare del Partito del Socialismo Europeo. È stato membro della Commissione per lo sviluppo; della Commissione per gli affari costituzionali; della Delegazione per le relazioni con il Consiglio legislativo palestinese; della Delegazione all'Assemblea parlamentare paritetica ACP-UE.
Nell'aprile 2007, al Congresso dei Democratici di Sinistra, dà vita - insieme a Gavino Angius - a una mozione (Per un partito nuovo. Democratico e Socialista) che esprime perplessità sulla fase costituente del Partito Democratico sostenendo la necessità di un più forte richiamo al socialismo europeo e di un'adesione al PSE. Mentre Angius il 10 luglio 2009 entra nel PD, Zani non vi ha mai aderito.
Ritiratosi dall'impegno nei partiti, esercita comunque la sua passione per la politica attraverso la rete con un blog personale.